# Le Peuple singe
Le Peuple singe és un documental francès, coproduït amb Indonèsia, dirigit per Gérard Vienne i estrenat el 1989.

## Argument
Des de Borneo fins al Japó, passant per Brasil o Kenya, aquesta pel·lícula és un descobriment de múltiples espècies de micos repartides pels quatre racons del món.

## Repartiment
- Michel Piccoli : narrador